# فرانسوا بوولنجر
فرانسوا بوولنجر (بالفرنسية: François Boulanger)‏ هو فنان إيقاعي وعازف بيانو فرنسي، ولد في 14 ديسمبر 1961 في وهران في الجزائر.

## وصلات خارجية
- فرنسوا بوولنجر على موقع ميوزك برينز (الإنجليزية)
- فرنسوا بوولنجر على موقع أول ميوزيك (الإنجليزية)
- فرنسوا بوولنجر على موقع ديسكوغز (الإنجليزية)